# 深圳海关
中华人民共和国深圳海关的前身为九龙关，創建於1887年。1949年10月中华人民共和国成立后，原來总部位于香港九龙半島的中华民国九龙海关全体人员轉投中國大陆，即于当时的广东省寶安縣设立海关，更名為中华人民共和国九龙海关。1988年3月，当时的九龙海关率先实行报关电脑自动化工程，使入出境旅客行李物品的验放速度大大提高。1997年香港回归后，改名為中华人民共和国深圳海关，管辖深圳市和惠州市两地。目前，共有在职干部职工8000余人，设有53个机构，其中副厅级机构2个，正处级机构52个；内设职能处室21个，下设隶属海关32个。深圳口岸业务量大，海、陆、空、铁、邮监管门类齐全，各项业务规模均居全国海关前列。

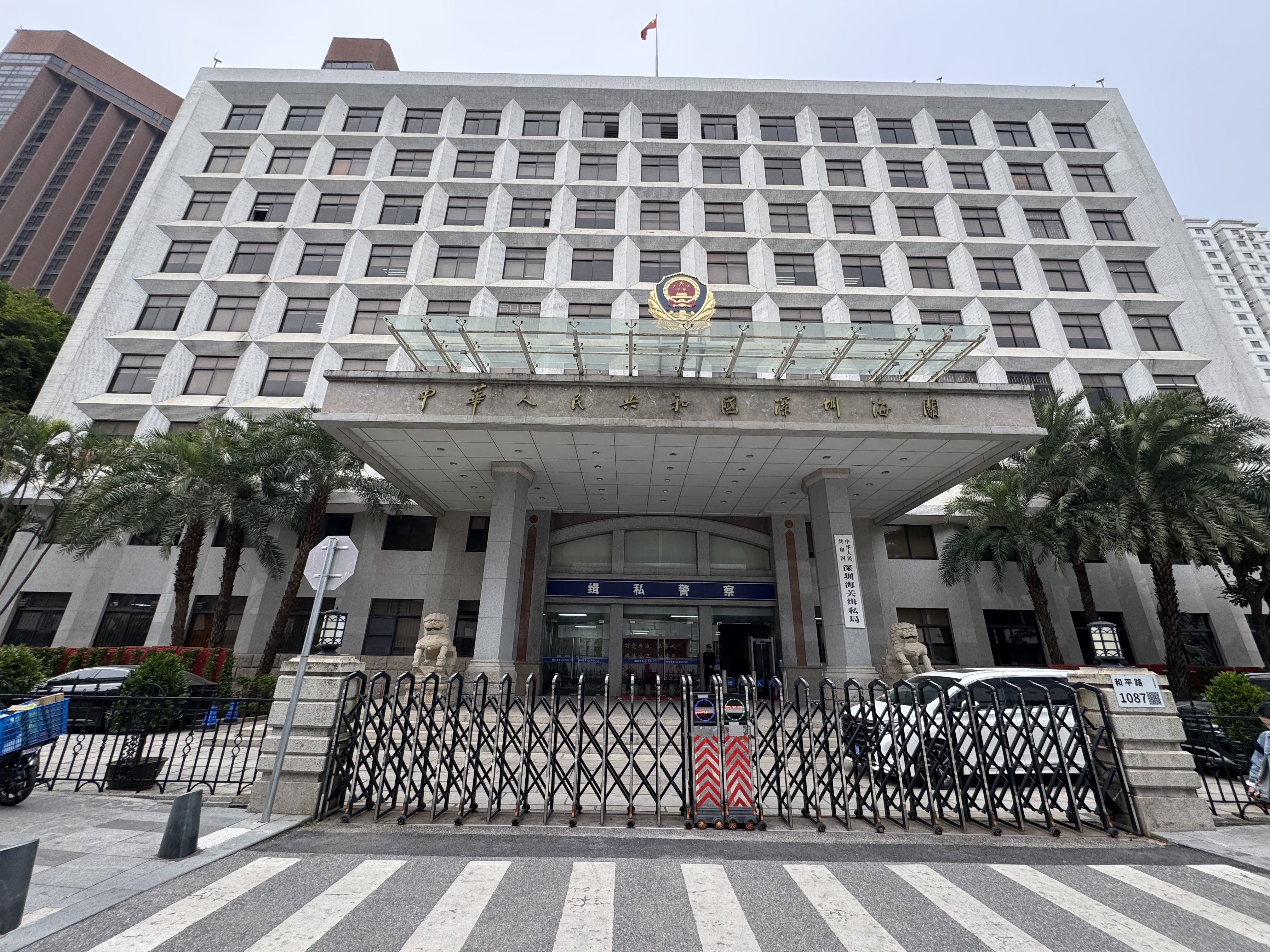
深圳海关旧办公大楼大门，位于罗湖区和平路，现为深圳海关缉私局所在地

## 下属机构
- 笋岗海关
- 皇岗海关
- 深圳宝安机场海关
- 深圳湾海关
- 罗湖海关
- 文锦渡海关
- 沙头角海关
- 蛇口海关
- 大鹏海关
- 大铲湾海关
- 三门岛海关
- 西九龙站海关
- 深圳邮局海关
- 梅林海关
- 福强海关
- 沙湾海关
- 南头海关
- 福中海关
- 前海海关
- 同乐海关
- 布吉海关
- 福田海关
- 梅沙海关
- 观澜海关
- 西沥海关
- 龙岗海关
- 坪山海关
- 惠州海关
- 惠州港海关
- 惠东海关
- 深圳海关风险防控分局
- 深圳海关缉私局